# Nouamou
Nouamou è una città e sottoprefettura della Costa d'Avorio appartenente al  dipartimento di Tiapoum. Conta una popolazione di 19 148 abitanti (censimento 2014).